# Charles de Tornaco
Charles de Tornaco (Bruxelas, Bélgica, 7 de junho de 1927 – Modena, Itália, 18 de setembro de 1953) foi um automobilista belga que participou dos Grandes Prêmios: Bélgica, Holanda e Itália de 1952 e Bélgica de 1953 de Fórmula 1.